# Maurice (romanzo)
Maurice è un romanzo scritto da Edward Morgan Forster nel 1914 e pubblicato postumo per la prima volta nel 1971.
Narra la vicenda di un amore omosessuale ambientato nell'Inghilterra d'inizio Novecento. Fu scritto nel biennio 1913-14 e poi rivisto una prima volta nel 1932 e successivamente nel 1959–1960. Per volere dell'autore fu pubblicato solo dopo la sua morte, avvenuta nel 1970, sebbene alcuni amici selezionati, tra cui Christopher Isherwood, fossero a conoscenza dell'esistenza del romanzo.

## Stesura

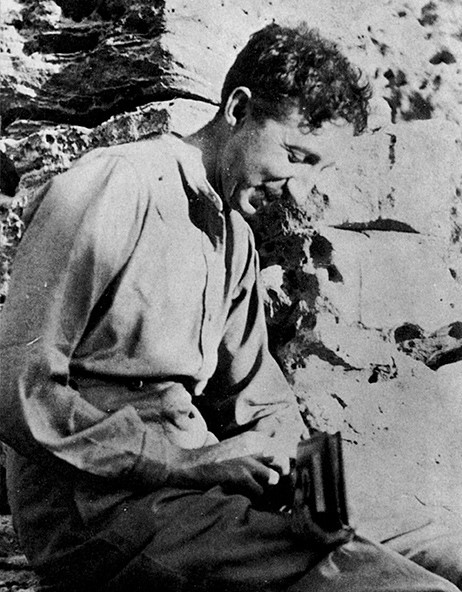
E.M. Forster nel 1917.

Forster aveva già scritto dei racconti faceti sul tema dell'omosessualità, senza che questi avessero tuttavia alleviato il bisogno da lui sentito di scrivere un'opera che presentasse positivamente il tema dell'amore omosessuale. L'occasione, come Forster dichiara nella Nota dell'autore che accompagna il romanzo, venne dopo aver visitato nel 1912 la casa del poeta Edward Carpenter, col quale era in stretta amicizia. Carpenter, apertamente omosessuale, aveva stretto una relazione con George Merrill, col quale conviveva dal 1898 e che sarebbe rimasto suo compagno per il resto della vita. Forster trasse da loro ispirazione per la storia tra Maurice ed Alec.
Tra il 1913 e il 1914, Forster completò la prima versione del romanzo. Nel dicembre del 1914, invitò l'amico Lowes Dickinson a leggerlo, ricevendone un giudizio positivo. Sulla propria amicizia con Hugh Owen Meredith basò, in particolare, l'amicizia tra Maurice e Clive a Cambridge. Tuttavia, non si riteneva soddisfatto della parte del romanzo che racconta l'incontro tra Maurice ed Alec, che rimaneggiò una prima volta nel 1932 e successivamente nel 1959–1960. Era fermamente convinto che un lieto fine si «imponesse perentoriamente» («A happy ending was imperative», nella versione originale).
L'autore resistette per tutta la vita alla tentazione di pubblicare il libro, questo a causa degli atteggiamenti pubblici censori, quando non persecutori (era d'altronde un reato penalmente perseguibile fino alla fine degli anni sessanta), legati all'amore omosessuale. Per volere dell'autore il libro sarebbe stato pubblicato solo dopo la sua morte, anche a costo che il romanzo risultasse sotto certi aspetti datato. Nonostante ciò, amici selezionati, tra cui Christopher Isherwood, furono invitati a leggerlo e alcuni di loro invitarono calorosamente Forster a pubblicarlo. A sottolineare ciò, al romanzo Forster accluse l'epigrafe «Dedicato a un Anno più Felice» («To a Happier Year», nella sua versione originale).

## Trama
La storia si apre su un Maurice quattordicenne che sta ricevendo le prime notizie sul sesso e lo scopo del matrimonio con una donna come obiettivo della vita, dal suo maestro Ben Ducie poco prima di lasciare la scuola media.
Appena fatto il suo ingresso all'università fa amicizia col compagno di studi Clive Durham, che lo introduce agli antichi lirici greci, poesie scritte sull'amore omosessuale; lungo il corso dei due anni seguenti hanno una relazione amorosa che tengono nascosta a tutti quelli che frequentano. Maurice spera di poter almeno continuare in questa maniera, ma è chiaro che Clive intende sposarsi, così come vuole la buona regola sociale; anche se questo per lui probabilmente comporterà una vita priva di gioia affettiva.
Maurice, completamente devastato dal distacco di Clive, ottiene presto il lavoro del padre come agente di cambio; durante il tempo libero aiuta a mandare avanti una palestra di boxe gestita da missionari cristiani, con l'intento di aiutare i ragazzi del popolo provenienti dall'East End: anche se, sotto l'influenza di Clive, Maurice ha ormai da tempo abbandonato le sue convinzioni religiose.
Ad un certo punto prende appuntamento con un sedicente esperto d'ipnotismo, Mr. Lasker Jones, nel tentativo di "curare se stesso" dalle proprie inclinazioni innate; Lasker si riferisce alla sua condizione come ad un caso di "omosessualità congenita" e rivendica d'altronde un tasso del 50% di successo nella capacità di "cura".
Maurice viene invitato a rimaner presso la dimora di Clive, Penge, oramai ammogliato. Ed è proprio lì che ha un incontro col giovane guardiacaccia Alec Scudder. Dopo la loro prima notte insieme, Maurice si fa prendere dal panico e si rifiuta di rispondere alle lettere di Alec. A causa del trattamento freddo e distaccato che riceve, Alec minaccia di ricattarlo. Maurice va ancora una volta dall'ipnotizzatore Lasker Jones. Quest'ultimo si rende conto che la terapia sta fallendo e consiglia a Maurice di prendere in considerazione la possibilità di trasferirsi in un paese in cui le relazioni tra persone dello stesso sesso siano legali, come Francia e Italia. Alla domanda di Maurice se le relazioni omosessuali potranno mai esser accettate in Inghilterra, l'ipnotizzatore risponde: «Ne dubito, la nostra nazione è sempre stata ben poco incline ad accettare così com'è la natura umana».
Maurice decide di incontrare una seconda volta Alec, affinché possano chiarirsi prima che quest'ultimo parta per l'Argentina. Durante l'incontro, risulta loro chiaro che sono legati da un sincero e profondo amore. Maurice allora chiede al ragazzo di rinunciare ad emigrare e di rimanere con lui in Inghilterra. Lui stesso ammette di essere disposto a rinunciare alla propria posizione sociale e finanziaria, pur di trascorrere la propria vita con Alec. Alec tuttavia declina l'offerta.
Giunto il giorno della partenza, Maurice decide di andare a salutare il giovane amante, che tuttavia manca l'imbarco. Tra la disperazione dei parenti, Maurice comprende che Alec ha deciso di restare con lui e si dirige verso Penge per raggiungerlo. Qui, infine, ha l'occasione anche di un ultimo chiarimento con Clive, al quale confida tutto quanto accaduto. Clive, rimasto senza parole, sembra del tutto incapace di comprendere.

## Critica
Il romanzo è stato oggetto di giudizi contrastanti. Nel recensire il romanzo nel 1971, il saggista Joseph Epstein espresse un giudizio piuttosto netto già nel titolo: [Maurice è] «più importante per l'uomo [l'autore] che per la letteratura». Ashley T. Shelden ha annotato come i primi revisori avessero fornito giudizi sostanzialmente negativi su Maurice (quasi gareggiando a dire il peggio sul romanzo), non dando particolare importanza al suo contenuto politico e ideologico. Altri, invece, imputarono a Forster una mancanza di coraggio per averne posticipato la pubblicazione. Tra coloro che si espressero in tal senso, vi fu anche Pier Paolo Pasolini, che viceversa offrì un giudizio estremamente lusinghiero sull'opera.
Maurice è stato progressivamente rivalutato. Alan Hollinghurst nel 1987 riconosce un «successo totale» per l'opera, che nello stesso anno viene anche trasposta cinematograficamente. Tra i punti di forza da lui individuati c'è la carica rivoluzionaria e innovativa del romanzo, con la sua critica all'Inghilterra dell'età edoardiana (che manca, a suo giudizio, nell'adattamento cinematografico che viceversa introduce un'indebita nostalgia). Matthew Curr (2001) ne rivaluta l'effetto politico entro la produzione di Forster, volta a promuovere un cambiamento sociale verso un mondo più egualitario. A Jesse Martz che nel sancire la modernità di Maurice parla di «redenzione» e «recupero» dell'opera, Shelden risponde osservando come la stessa idea che questa necessiti di una 'redenzione' possa venir suggerita dalla considerazione - sottesa nel romanzo - che l'amore redima l'uomo. Ad ogni modo, come temuto dallo stesso Forster, è il finale a subire le critiche principali, venendo giudicato fiabesco e tale da introdurre un tratto nostalgico, essendo Alec costruito sulla base delle aspettative del giovane Maurice.
Viceversa, Marisa Bulgheroni nella Postfazione dell'edizione italiana del 1987, trova nei tratti fiabeschi un valore mitologico per il romanzo, con la sua dimensione onirica che acquista realtà nel finale del libro. Anche lei vede la carica rivoluzionaria nel romanzo: con «la sessualità [che] è per Forster [...] energia eversiva, trasformatrice del sociale» e il «patto omosessuale [quale] esemplare di nobile uguaglianza». Il romanzo riflette dunque le opinioni che accomunavano i membri del Gruppo di Bloomsbury. Inoltre, ricollocando l'opera nella tradizione letteraria, sottolinea la positività del messaggio di Forster che consente al proprio protagonista di sopravvivere, a differenza de «le grandi adultere ottocentesche, Madame Bovary e Anna Karenina, [che] scontano nel suicidio l'effimero trionfo dell'infrazione, e il contemporaneo von Aschenbach di La morte a Venezia (1912) [che] non sopravvive alla promessa letta nel volto di un adolescente».

## Adattamenti
Dal romanzo è stata tratta una versione cinematografica di notevole successo nel 1987: Maurice, diretto da James Ivory e con James Wilby ad interpretare Maurice, Hugh Grant nella parte di Clive e Rupert Graves in quella di Alec.

## Edizioni
- (EN) Maurice, Londra, Edward Arnold, 1971.
- Maurice, traduzione di Marcella Bonsanti, Romanzi moderni, Milano, Garzanti, 1972.
- E.M. Forster, Maurice, traduzione di Marcella Bonsanti, Gli elefanti, Milano, Garzanti, 1987.
- E.M. Forster, Maurice, traduzione di Marcella Bonsanti, I grandi libri, Milano, Garzanti, 2014, ISBN 9788811145172.
- Maurice, traduzione di Stefano Tummolini, Postfazione di Tommaso Giartosio, illustrazioni di Luke Edward Hall, Collana Oscar Cult, Milano, Mondadori, maggio 2025, ISBN 978-88-047-9261-1.